# Rugathodes
Rugathodes es un género de arañas de la familia Theridiidae, orden Araneae. Fue descrito por el americano Allan Frost Archer en 1950.

## Especies
- Rugathodes acoreensis Wunderlich, 1992
- Rugathodes aurantius (Emerton, 1915)
- Rugathodes bellicosus (Simon, 1873)
- Rugathodes instabilis (O. Pickard-Cambridge, 1871)
- Rugathodes madeirensis Wunderlich, 1987
- Rugathodes nigrolimbatus (Yaginuma, 1972)
- Rugathodes pico (Merrett & Ashmole, 1989)
- Rugathodes sexpunctatus (Emerton, 1882)